# Lebedîn, Borîspil
Lebedîn (în ucraineană Лебедин) este un sat în comuna Kirove din raionul Borîspil, regiunea Kiev, Ucraina.

## Demografie
Componența lingvistică a localității Lebedîn
     Ucraineană (96,43%)
     Rusă (3,05%)
     Alte limbi (0,53%)
Conform recensământului din 2001, majoritatea populației localității Lebedîn era vorbitoare de ucraineană (96,43%), existând în minoritate și vorbitori de rusă (3,05%).